# Disa longifolia
Disa longifolia är en orkidéart som beskrevs av John Lindley. Disa longifolia ingår i släktet Disa och familjen orkidéer. Inga underarter finns listade i Catalogue of Life.